# Silene germana
Silene germana är en nejlikväxtart som beskrevs av Claude Gay. Silene germana ingår i släktet glimmar, och familjen nejlikväxter. Inga underarter finns listade i Catalogue of Life.